# Hermann Mayer Salomon Goldschmidt
Pour les articles homonymes, voir Goldschmidt.

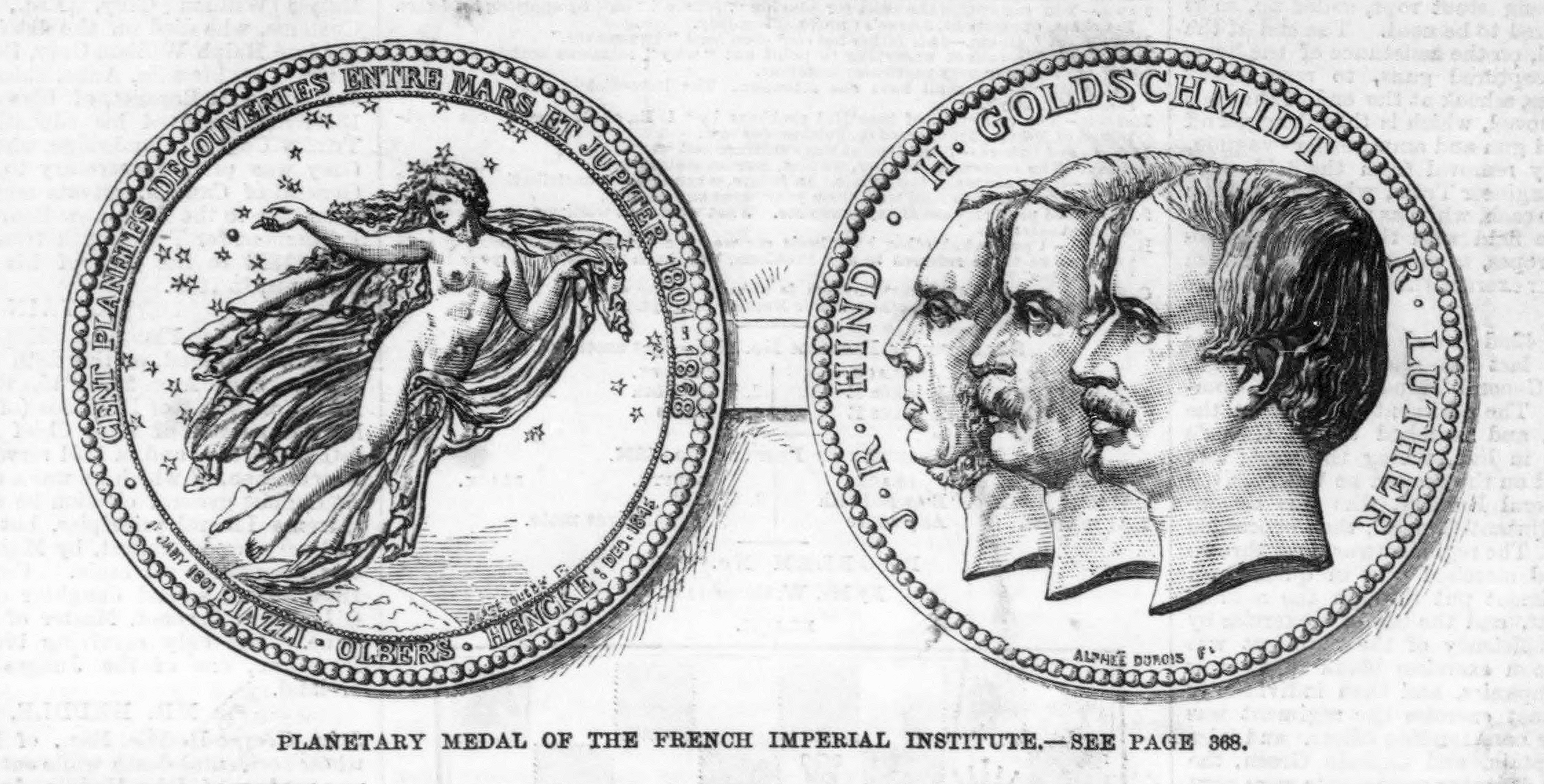
Royal Medal to commemorate the 100th Asteroid, showing Astronomers John Russell Hind, Hermann Goldschmidt and Robert Luther, 1869

Hermann Meyer Salomon Goldschmidt (né le 17 juin 1802 à Francfort-sur-le-Main (Saint-Empire) - décédé le 30 août 1866 à Fontainebleau) est un astronome et un peintre allemand qui passe une grande partie de sa vie en France.

## Biographie

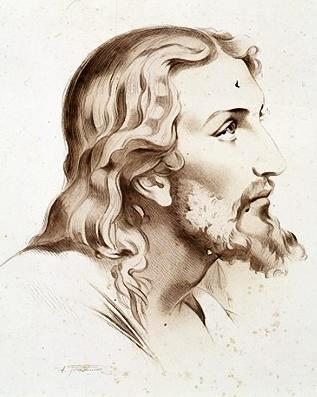
Portrait of Christ by Goldschmidt. Ink on paper. Date unknown

Hermann Meyer Salomon Goldschmidt est né à Francfort, fils d'un commerçant, issu d'une importante lignée de financiers et de banquiers juifs. Il est le cousin germain du banquier Benedict Hayum Goldschmidt. Il vient à Paris pour étudier l'art et peint de nombreuses peintures avant de porter son attention vers l'astronomie.
En avril 1861, il annonce la découverte d'une neuvième lune de Saturne entre Titan et Hypérion, qu'il appelle Chiron. Cependant, il se trompe : cette lune n'existe pas. Aujourd'hui, Chiron est le nom d'un objet totalement différent, l'étrange astéroïde/comète (2060) Chiron.
Il est réputé être le premier à remarquer et à observer (en 1820) les bandes d'ombre (en) qui apparaissent dans les minutes précédant une éclipse solaire totale.
Il reçoit la médaille d'or de la Royal Astronomical Society en 1861. Le cratère Goldschmidt sur la Lune porte son nom, ainsi que l'astéroïde (1614) Goldschmidt.

## Liste des astéroïdes découverts par Hermann Meyer Salomon Goldschmidt
| (21) Lutèce    | 15 novembre 1852  |
| (32) Pomone    | 26 octobre 1854   |
| (36) Atalante  | 5 octobre 1855    |
| (40) Harmonie  | 31 mars 1856      |
| (41) Daphné    | 22 mai 1856       |
| (44) Nysa      | 27 mai 1857       |
| (45) Eugénie   | 27 juin 1857      |
| (48) Doris     | 19 septembre 1857 |
| (49) Palès     | 19 septembre 1857 |
| (52) Europe    | 4 février 1858    |
| (54) Alexandra | 10 septembre 1858 |
| (56) Mélété    | 9 septembre 1857  |
| (61) Danaé     | 9 septembre 1860  |
| (70) Panopée   | 5 mai 1861        |